# Домингес, Хулио
Хулио Сесар Домингес Хуарес (исп. Julio César "Cata" Domínguez Juárez; 8 ноября 1987, Арриага, штат Чьяпас) — мексиканский футболист, защитник клуба «Крус Асуль». Выступал в сборной Мексики. Рекордсмен «Крус Асуля» по числу сыгранных матчей.

## Клубная карьера
Домингес — воспитанник клуба «Крус Асуль». 29 апреля 2006 года в матче против «Пачуки» он дебютировал в мексиканской Примере. 14 ноября 2007 года в поединке против «Пачуки» Хулио забил свой первый гол за команду. В 2008 года он помог клубу стать серебряным призёром чемпионата. В 2012 году Домингес стал обладателем Кубка Мексики. В 2014 году Домингес завоевал Кубок чемпионов КОНКАКАФ, он принял участие во всех матчах соревнования и забил гол в ворота «Тихуаны».

## Международная карьера
В 2006 году Хулио принял участие в молодёжном чемпионате Северной Америки. В 2007 году в составе молодёжной сборной Мексики Домингес выступал на молодёжном чемпионате мира в Канаде. На турнире он принял участие в матчах против команд Гамбии, Португалии, Новой Зеландии, Республики Конго и Аргентины.
22 августа того же года в товарищеском матче против сборной Колумбии он дебютировал за сборную Мексики.
В середине 2015 года Домингес попал в заявку на участие Кубке Америки в Чили. На турнире он сыграл в матчах против сборных Боливии, Чили и Эквадора.

## Достижения
- Чемпион Мексики (1): Защитники Клаусура 2021
- Обладатель Кубка Мексики (2): Клаусура 2013, 2018/19
- Обладатель Кубка чемпионов КОНКАКАФ — 2013/14